# باشگاه فوتبال بوده/گلیمت
باشگاه فوتبال بوده/گلیمت (نروژی: FK Bodø/Glimt) یک باشگاه فوتبال در شهر بوده، نروژ است.
این باشگاه که در سال ۱۹۱۶ تاسیس شده سابقه ۲ قهرمانی در جام حذفی فوتبال نروژ و ۳ نایب قهرمانی در لیگ برتر فوتبال نروژ و یک قهرمانی در فصل ۲۰۲۰ لیگ برتر فوتبال نروژ را در کارنامه دارد.
این باشگاه در شهری در نزدیک قطب شمال است